# 菱形叶杜鹃
菱形叶杜鹃（学名：Rhododendron rhombifolium）为杜鹃花科杜鹃花属下的一个种。

## 扩展阅读
- 維基物種上的相關：菱形叶杜鹃